# 青幇
青幇（チンパン、せいほう）は、中華民国の秘密結社。元々は中国に広がる大運河の水運業ギルドだったが、時代が変わるにつれ一部が辛亥革命前の清の暗黒面を代表する存在になった。その一部は、上海を支配しアヘン、賭博、売春を主な資金源とした。その中でもアヘンを最大の資金源とし、一時は中国全土の取引を支配した。

## 歴史

### 組織の起源

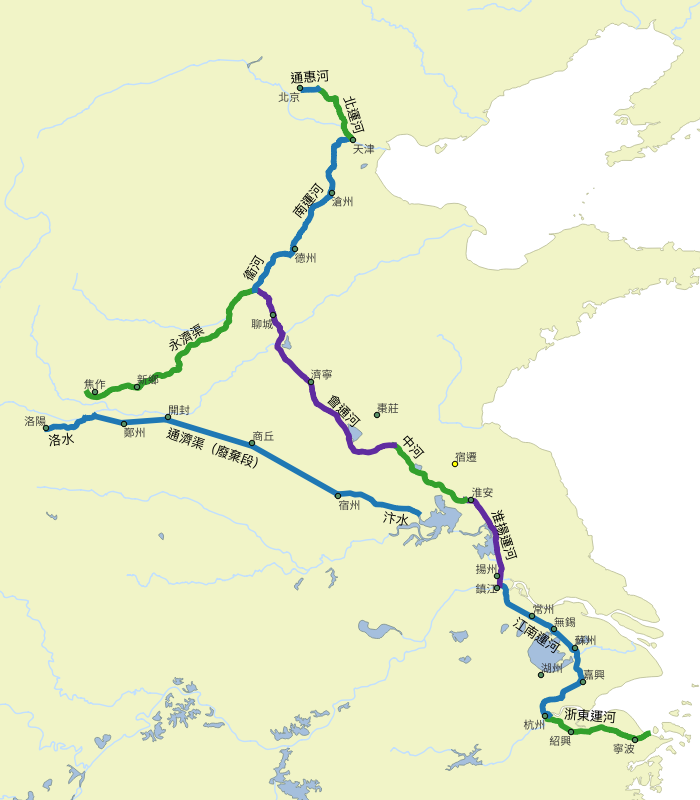
大運河

鎖国をしていた清は、海禁政策を採っており江南地方から北京へ米を運ぶのに大運河を使用していた。船で米を運ぶ水夫たちは、その道中の困難さから必然的に団結し羅教に影響されて結社をつくった。最初は漕幇、後に青幇と呼ばれ、仲間内では「安清」「安慶」と呼ぶこの組織は、洪門（洪幇）と同じく愛国的（この場合は漢民族の復活を念頭）であり、表向き清朝政府に協力的であることを標榜したが、そもそも当時の中国清朝は結社を禁止しており、清朝政府は警戒していた。北京に米を運んだ後、帰りの空船に禁制品である塩やアヘンを詰め込み密売しては利益を得ていたことも原因である。アヘン戦争後、五港が開港し上海経由で物資が海上輸送されるようになると水夫たちは職を失い路頭に迷うようになった。こうした状況に対処するために組織を維持し上海に進出していく。

### 巨大秘密組織

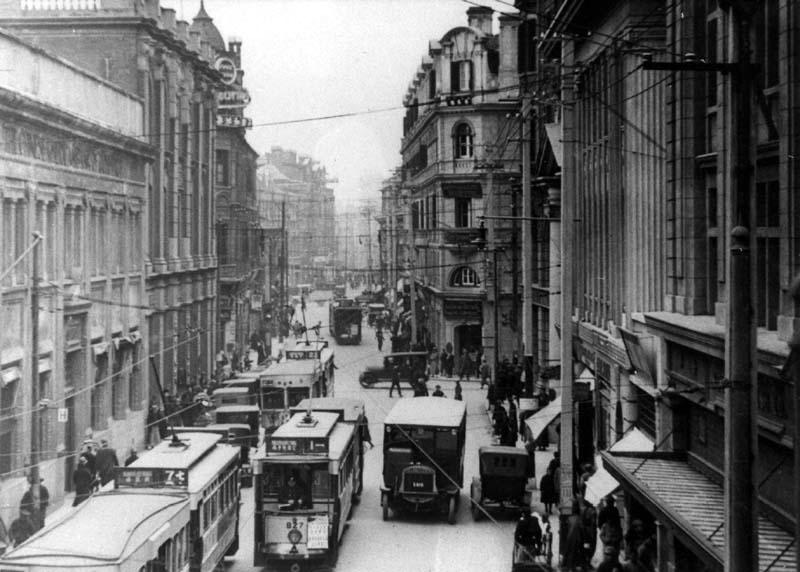
当時の上海

一方で上海は、列強諸国の租界が誕生し商工業が急速に発展した。それにつられて中国各地から移民、流民が押し寄せてきた。彼らが出身地ごとに団結し組織を結成した。七つあったその組織は統合が進み最終的に洪門（洪幇）と青幇が残り、地下社会を支配するようになった。その発足において同志的な結合を元にして生まれた洪門が比較的平等性を重視した要素も持っていたのに対し、青幇は厳格な階級制度をとり上下関係が厳しい特徴があったともいう。
当時の上海の人口300万人のうち四分の一が両組織に属していたといわれる。そのうち青幇はフランス租界の娯楽施設「大世界」の一帯を本拠地にしていた。この「大世界」は合法、非合法のあらゆる快楽が味わえる総合娯楽センターで1917年に親分の黄金栄（厳密では無字班輩）が建設した。

### 三人の頭目
当時の青幇の大親分の黄金栄・杜月笙・張嘯林の三人は上海では誰一人として知らないものはいなかった。特にもっとも若年の杜月笙は勢力が強くゴッドファーザー的な存在だった。1925年に大公司を設立し町のアヘン市場の独占を図り1930年代には事実上、中国全土のアヘン流通を支配していた。
軍閥が割拠していた頃は支配されていたが、中国国民党が北伐を開始し1927年に到着すると司令官の蔣介石と共闘戦線を組み、4月12日の上海クーデターに協力して多数の共産党員を処罰した。それ以前より蔣介石と義兄弟の契りを交わし交友を深めていたとされる（蔣介石も青幇の一員であった）杜月笙は、この功績から4月18日の南京国民政府成立時に将軍の地位を与えられた。1929年には銀行を設立し、フランス租界内の莫大な資金を一手に吸い上げた。

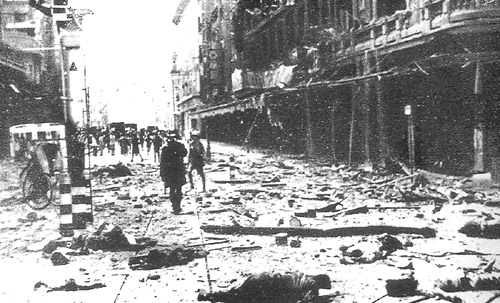
第一次上海事変

しかし、日中戦争の激化、1937年の日本軍の上海占領が起こると杜月笙は蔣介石に従い脱出したが張嘯林はそのまま留まり日本に協力し、その為暗殺された。第二次世界大戦終結後の1945年、杜月笙は上海に戻ったが政府の青幇への取り締まりもあってかつての勢いをなくし国共内戦が共産党の勝利に終わった1949年に台湾や香港に脱出した。中国本土の地下組織は押さえられ、杜月笙と一緒に香港に到着した青幇も、1951年に彼がアヘン中毒のために死ぬと力を失い、1950年代半ばには消滅したと言われている。

### 第二次世界大戦後
現在青幇は主に台湾に分布し、1993年には社団法人・中華安清会を設立、2007年には組織の強化と拡大を掲げて中華安清総会に改名した。

## 幇規

### 十大幇規
1. 不准欺師滅祖
2. 不准藐視前人
3. 不准提閘放水
4. 不准引水代縴
5. 不准江湖亂道
6. 不准擾亂幇規
7. 不准扒灰盗攏
8. 不准姦盗邪淫
9. 不准大小不尊
10. 不准帯髪収人

### 十戒
自古萬惡淫為源，凡事百善孝為先；淫亂無度亂國法，家中十戒淫居前。
（古よりよろずの悪は淫行を端に発し、およそ全ての善は孝行から生まれる。
淫行には際限がなく社会秩序を乱す。ゆえに淫行を戒め意識を正すための家中十箇条を定める。）
幫中雖多英雄漢，慷慨好義其本善；濟人之急救人危，打劫殺人幫中怨。
（幇に英雄の漢多しといえども、惜しみなき義侠心こそ真の善である。
他人の窮地を助け、危地を救うこと。略奪や殺人は幇の禍根となると心得よ。）
最下之人竊盜偸，上辱祖先下遺羞；家中倶是英俊士，焉能容此敗類徒。
（窃盗は人として最低の行いであり、上には祖先、下には子々孫々に恥ずべき行為である。
一家に一人でも英俊の士がいるのであれば、このような輩を決して看過すべきではない。）
四戒邪言並咒語，邪而不正多利己；精神降殃泄己憤，咒己明怨皆不許。
（次の四つを戒めること。誹謗中傷、呪詛、邪で不正なこと、己に多く利すること。
心が負に蝕まれれば怒りとなって排出される。呪うこと恨むこといずれもしてはならない。）
調詞架訟耗財多，清家敗産受折磨；喪心之人莫甚此，報應昭彰實難活。
（他人を唆して訴訟を起こさせ金を毟り取り、堅気の人間の財産を奪うのは、
心ない人間の極みであり、いずれ報いを受けていい死に方はできない。）
得人資財願人亡，毒藥暗殺昧天良；昆蟲草木尤可惜，此等之人難進幫。
（他人の財を得てその人の死を願い、毒薬暗殺するような良心の曇った輩は、虫や草木にも劣る。
このような人間を幇に入会させることはない。）
君子記恩不記仇，假公濟私無根由；勸人積德行善事，假正欺人不可留。
（君子の恩を覚えて仇は忘れよ。力や権力を笠に着て、他人の利益を脅かしてよい道理はない。
徳を積み善い行いをせよ。正しさを偽って人を欺くような人間は、幇に置いておかない。）
休倚安清幫中人，持我之眾欺平民；倚眾欺寡君須戒，欺壓良善罵名存。
（我が青幇を頼る者は、幇の郎党を以て堅気の人々を欺いたり、郎党の力を借りて寡君を裏切ることを一切禁止する。
善良なものを迫害すれば後世まで汚名を残すと知れ。）
三祖之意最為純，少者安之長者尊；欺騙幼小失祖義，少者焉能敬長尊。
（祖先の遺志を重んじ、年少者の面倒をよく見て年長者を尊ぶこと。幼い者を騙せば祖先の義を失う。
それでは年少者も目上を敬おうとするはずがない。）
飲酒容易亂精神，吸食毒品最傷身；安清雖不戒菸酒，終宜減免是為尊。
（飲酒は容易に精神を乱れさせる。毒を飲めば最悪の場合身体を損なう。
我が青幇はタバコや酒を戒めてはいないが、くれぐれも節制を心掛けること。）

### 十要謹遵
父母養育恩難言，骨肉情意重如山，自幼教育非容易，孝敬雙親禮當先。
凡事公益要熱心，家裏義氣須長存，三祖傳留安清道，仁義禮智信要行。
崇祖拜師孝雙親，師傅教訓要謹遵，長幼有序人欽敬，當報尊長教育恩。
凡我同參為弟兄，友愛當效手足情，兄弟寬忍須和睦，安清義氣傳萬冬。
夫婦之間要和順，夫唱婦隨實堪欽，妻賢子孝家庭樂，富貴榮華萬萬春。
和睦鄉裏勝遠親，近鄰老幼須同心，義氣聯合須久遠，百事不受小人侵。
交友有信意要純，誠實義氣卻長存，安清儀注牢牢記，周遊十方不受貧。
正心常常思己過，修身積善即成佛，陰騭善事要奉行，牢牢謹記惡莫作。
三祖傳留安清道，時行方便為緊要，義氣千秋傳萬古，吃虧容讓無窮妙。
老弱饑寒與貧苦，孤獨鰥寡身無主，濟老憐貧功德重，轉生來世必報補。

## 登場作品

### 小説
- 機神兵団 - 渤海湾一帯の怪事件をめぐる悶着から、青幇所属の拳法の達人が刺客として登場。

### 漫画
- 龍-RON- - 主人公が一時期身を置いていた。
- 蒼天の拳 - 主人公が組織の協力者という設定になっている。
- 黒執事 - 登場人物の劉が、組織の幹部という設定になっている。
- 青侠 ブルーフッド - 青幇の真実の姿を取材し公開した唯一の物語と記載されている。
- 満州アヘンスクワッド - ヒロインの麗華が杜月笙の娘と言う設定。また、物語の随所にその構成員が関わっている。